# Karl Wåhlin
Karl Ludvig Wåhlin (14 juli 1861 i Lund - 27. januar 1937 sammesteds) var en svensk kunsthistoriker og tidsskriftsredaktør.
Han var sønnesøn af præsten Lars Peter Wåhlin, søn af rektor Carl Ludvig Wåhlin og Anna Johanna Hakvina Meijer, bror til arkitekten Theodor Wåhlin og juristen Samuel Wåhlin samt fætter til bibliotekaren Lars Wåhlin. Karl Wåhlin giftede sig i 1902 med kunstneren Hildur Hult. De fik sønnen Staffan i 1902, men moderen døde allerede i 1904. Karl Wåhlin giftede sig i 1918 med Anna Lamberg-Bruun.
Wåhlin tog studentereksamen i Lund 1880 og ansattes 1883 i Gleerupska Universitetsboghandlen. Han arbejdede 1884-1892 som litterær assistent hos forlaget P.A. Norstedt & Söner. Blandt andet var han 1887-1890 redaktionssekretær for Ny Svensk Tidskrift. Han blev i 1890 amanuensis ved Sveriges Nationalmuseums kunstafdeling, hvor han 1895-1904 var sekretær. Efter otte års orlov vendte han tilbage som sekretær 1913-1916 og derefter atter som amanuensis.
Wåhlin grundlagde i 1892 tidsskriftet Ord och Bild (som i dag hedder Ord&Bild), hvis redaktør han var frem til sin død i 1937. Under hans ledelse etablerede Ord&Bild sig hurtigt som Sveriges vigtigste kulturtidsskrift.
Som kunstkritiker publicerede Wåhlin i et utal af svenske tidsskrifter og dagblade, blandt andet Svenska Dagbladet og Stockholms Dagblad. Han udgav flere kunstnersmonografier, blandt andet Johan Vilhelm Karl Wahlbom (1901) og Ernst Josephson (1911-1912).
Wåhlin var 1887-1898 sekretær i Sveriges Allmänna Konstförening, bestyrelsesmedlem i Samfundet De Nio siden dets grundlæggelse i 1913 og 1919-1922 formand for Sveriges forfatterforening.